# Arcturus Therapeutics
Arcturus Therapeutics  è una società americana di biotecnologie di medicinali a RNA focalizzata sulla scoperta, lo sviluppo e la commercializzazione di terapie per malattie rare e malattie infettive. 

## Storia
Fondata nel 2013 da Joseph Payne e dal Dr. Pad Chivukula, Arcturus Therapeutics ha sede a San Diego, California, USA. La piattaforma tecnologica principale dell'azienda è un sistema di rilascio mediato da nanoparticelle lipidiche in grado di fornire RNA o DNA terapeutico alle cellule bersaglio all'interno del corpo di un paziente. Nel settembre del 2017, Arcturus Therapeutics si è fusa con Alcobra Ltd., un'azienda farmaceutica israeliana.